# Liste der Bodendenkmäler im Rheinisch-Bergischen Kreis

Rheinisch-Bergischer Kreis

Die Liste der Bodendenkmäler im Rheinisch-Bergischen Kreis umfasst:
- Liste der Bodendenkmäler in Bergisch Gladbach
- Liste der Bodendenkmäler in Burscheid
- Liste der Bodendenkmäler in Kürten
- Liste der Bodendenkmäler in Leichlingen
- Liste der Bodendenkmäler in Odenthal
- Liste der Bodendenkmäler in Overath
- Liste der Bodendenkmäler in Rösrath
- Liste der Bodendenkmäler in Wermelskirchen